# Полтава (спортивний клуб)
СК «Полтава» — професіональний футбольний клуб з міста Полтава. Заснований у 2011 році.

## Історія
Клуб заснований навесні 2011 року. Ідейними натхненниками створення СК «Полтава» стали Володимир Сисенко та Станіслав Майзус.
Команда виступала в Чемпіонаті та Кубку Полтавської області з квітня 2011 до 2014 року.
З 2014 по 2019 рік команда тимчасово припинила виступати в обласних змаганнях. 2019 року президентом клуба стає політик і керівник ТОВ «Будівельна компанія „Комбінат виробничих підприємств“» Сергій Іващенко.
У сезоні 2019/2020 СК «Полтава» відновлює виступи на змаганнях обласного рівня і бере участь у національних змаганнях — Кубку України серед аматорських команд 2019/20. У першому розіграші СК «Полтава» дійшов до 1/4 фіналу, де у двох матчах поступилися «Таврії» з Новотроїцького (0:2, 0:1).
За підсумками сезону 2020 року в чемпіонаті області полтавці здобули срібні нагороди першості, програвши чемпіонство своєму затятому конкуренту «Олімпії» з Савинців. Дійшли містяни й до фіналу Кубка Полтавщини, але здобути трофей теж не судилося.
У сезоні 2020/21 років СК «Полтава» заявився на чемпіонат України серед аматорів. Колектив виступав у групі 3. Свій стартовий сезон у аматорах клуб завершив на 5 сходинці.

## Дебют у професіоналах
2021 року СК «Полтава» проходив атестацію на здобуття професіонального статусу. 24 червня на ХХІХ Конференції ПФЛ «Полтава» отримала відповідний атестат. Тож 25 липня 2021 року нещодавні аматори дебютували на власній арені у Другій футбольній лізі групи Б. Суперником містян став ФК «Суми», який в підсумку був розгромлений з рахунком 3:0. Перший історичний гол у лізі майстрів записав на свій рахунок півзахисник Максим Горжуй. Через широкомасштабний напад росіян у лютому 2022 року чемпіонат у сезоні 2021/22 був завершений достроково. На той момент СК «Полтава» посідав шосте місце в турнірній таблиці.
В сезоні 2022/23 низка команд Другої ліги скористалися форс-мажорними обставинами і заявилися до Першої ліги. Маючи непогану фінансову підтримку, СК «Полтава» теж не втратила шанс без боротьби підвищитися у класі. Тож сезон 2022/23 містяни провели вже у більш сильнішому дивізіоні. У дебютному для себе чемпіонаті команда не зуміла потрапити до квартету кращих у групі Б і продовжила боротьбу групі Вибування, де посіла там підсумкове 14 місце. Наступного сезону полтавчани потрапили до чемпіонської групи і значно поліпшили попередній результат, здобувши 10 місце в турнірній таблиці, а капітан клубу Дмитро Щербак став найкращим бомбардиром Першої ліги разом із Василем Палагнюком та Андрієм Хомою. Тріо снайперів записало на свій рахунок по 14 влучних ударів.
| №   | Гравець          | Г  | М  |
| --- | ---------------- | -- | -- |
| 1   | Дмитро Щербак    | 25 | 63 |
| 2   | Євген Стрельцов  | 15 | 66 |
| 3-6 | Олександр Вівдич | 7  | 21 |
| 4-6 | Ян Костенко      | 7  | 35 |
| 5-6 | Максим Горжуй    | 7  | 58 |
| 6-6 | Микола Бужин     | 7  | 63 |

## Досягнення
- Чемпіон Полтавської області: 2014[7]
- Володар Суперкубка Полтавської області: 2014[8]
- Срібний призер чемпіонату Полтавської області: 2020
- Фіналіст Кубка Полтавської області: 2020

## Склад команди
Станом на 8 серпня 2025  року відповідно до офіційної заявки на сайті ПЛ
| №  | Поз. | Нац.    | Гравець          |
| -- | ---- | ------- | ---------------- |
| 1  | ВР   | Україна | Микита Мінчев    |
| 13 | ВР   | Україна | Валерій Восконян |
| 96 | ВР   | Україна | Даніїл Єрмолов   |
| 2  | ЗХ   | Україна | Микита Кононов   |
| 3  | ЗХ   | Україна | Ілля Ходуля      |
| 5  | ЗХ   | Україна | Вадим Підлепич   |
| 12 | ЗХ   | Україна | Андрій Савенков  |
| 19 | ЗХ   | Україна | Микола Бужин     |
| 20 | ЗХ   | Україна | Євген Місюра     |
| 33 | ЗХ   | Україна | Олег Веремієнко  |
| 39 | ЗХ   | Україна | Євген Опанасенко |
| 95 | ЗХ   | Україна | Ігор Коцюмака    |

| №  | Поз. | Нац.    | Гравець                       |
| -- | ---- | ------- | ----------------------------- |
| 7  | ПЗ   | Україна | Денис Галенков                |
| 8  | ПЗ   | Україна | Володимир Одарюк              |
| 10 | ПЗ   | Україна | Євген Стрельцов               |
| 11 | ПЗ   | Україна | Артем Оніщенко                |
| 15 | ПЗ   | Україна | Владислав Даниленко (капітан) |
| 24 | ПЗ   | Україна | Святослав Шаповалов           |
| 44 | ПЗ   | Україна | Дмитро Плахтир (віце-капітан) |
| 88 | ПЗ   | Україна | Олександр Вівдич              |
| 99 | ПЗ   | Україна | Олексій Хахльов               |
| 14 | НП   | Україна | Максим Марусич                |
| 16 | НП   | Україна | Ян Шевченко                   |

### Юнацький склад (U-19)
Станом на 8 серпня 2025  року відповідно до офіційної заявки на сайті ПЛ
| №  | Поз. | Нац.    | Гравець                |
| -- | ---- | ------- | ---------------------- |
| 21 | ВР   | Україна | Станіслав Білаш        |
| 30 | ВР   | Україна | Артем Безпрозванний    |
| 71 | ВР   | Україна | Іван Шапша             |
| 4  | ЗХ   | Україна | Євгеній Троян          |
| 25 | ЗХ   | Україна | Тимур Бабич            |
| 28 | ЗХ   | Україна | Олександр Василюк      |
| 29 | ЗХ   | Україна | Руслан Котченко        |
| 31 | ЗХ   | Україна | Даніїл Медведєв        |
| 66 | ЗХ   | Україна | Захар Опришко          |
| 69 | ЗХ   | Україна | Сергій Столяж          |
| 74 | ЗХ   | Україна | Ілля Жадан             |
| 6  | ПЗ   | Україна | Данііл Моротченко      |
| 17 | ПЗ   | Україна | Костянтин Комарницький |

| №  | Поз. | Нац.    | Гравець              |
| -- | ---- | ------- | -------------------- |
| 18 | ПЗ   | Україна | Іван Балан           |
| 22 | ПЗ   | Україна | Ростислав Прокопенко |
| 23 | ПЗ   | Україна | Артем Гайдук         |
| 27 | ПЗ   | Україна | Єлисей Погорільцев   |
| 37 | ПЗ   | Україна | Роберт Гук           |
| 55 | ПЗ   | Україна | Максим Старушко      |
| 77 | ПЗ   | Україна | Богдан Маляренко     |
| 91 | ПЗ   | Україна | Андрій Пустовіт      |
| 26 | НП   | Україна | Ярослав Кравченко    |
| 47 | НП   | Україна | Федір Кокшаров       |
| 52 | НП   | Україна | Гліб Зіняр           |
| 98 | НП   | Україна | Данило Гажалов       |

## Статистика виступів
| Сезон   | Ліга      | М       | І  | В  | Н | П  | ГЗ | ГП | О  | Кубок України | Примітки          |
| ------- | --------- | ------- | -- | -- | - | -- | -- | -- | -- | ------------- | ----------------- |
| 2021/22 | Друга «Б» | 6 з 16  | 20 | 9  | 4 | 7  | 29 | 27 | 31 | 1/128 фіналу  | Підвищення[пр. 1] |
| 2022/23 | Перша     | 14 з 16 | 14 | 4  | 4 | 6  | 16 | 22 | 16 | не проводився |                   |
| 2023/24 | Перша     | 10 з 20 | 28 | 10 | 7 | 11 | 49 | 45 | 37 | 1/64 фіналу   |                   |
| 2024/25 | Перша     | з 17    | 24 | 13 | 6 | 5  | 35 | 21 | 45 | 1/32 фіналу   | Підвищення[пр. 2] |